# Cumnock (Schottland)
Cumnock (gälisch: Cumnag) ist eine Stadt im Zentrum der schottischen Council Area East Ayrshire. Sie liegt am Zusammenfluss von Glaisnock Water und Lugar Water rund 20 km südöstlich von Kilmarnock und 60 km nordwestlich von Dumfries.

## Geschichte
Im Jahre 1509 erhielt Cumnock die Rechte eines Burgh of Barony. Die Stadt entwickelte sich im Zusammenhang mit verschiedenen Wirtschaftszweigen wie der Kohle- und Gasförderung sowie der Weberei. Ferner waren die Produktion von Schnupftabakdosen, Tonwaren und landwirtschaftlichen Geräten in der Vergangenheit von Bedeutungen. Im Laufe des 19. Jahrhunderts wurden verschiedene Märkte regelmäßig in der Stadt abgehalten. Im Jahre 1873 wurde in Cumnock außerdem der Abbau eisenhaltiger Gesteine begonnen, jedoch nach rund 30 Jahren wieder aufgegeben. Im 20. Jahrhundert wandelte sich die Industriestruktur hin zur Produktion von Bekleidung und Garnen. Später kamen Elektronikunternehmen hinzu. Außerdem wurde der Abbau von Bodenschätzen, diesmal im Tagebau, wiederaufgenommen.

## Verkehr
Cumnock liegt an der Kreuzung zweier Fernverkehrsstraßen, der A70 und der A76. Bereits im 19. Jahrhundert erhielt die Stadt einen eigenen Bahnhof entlang der Glasgow, Paisley, Kilmarnock and Ayr Railway. Er wurde jedoch 1965 im Rahmen der Beeching-Axt geschlossen.

## Söhne und Töchter der Stadt
- Andrew Mitchell Torrance DL (1845–1909), Politiker der Liberal Party
- Eric Caldow (1934–2019), Fußballspieler und -trainer
- George Burley (* 1956), Fußballspieler